# Санта-Лучия-дель-Мела
Санта-Лучия-дель-Мела (итал. Santa Lucia del Mela) — коммуна в Италии, располагается в регионе Сицилия, подчиняется административному центру Мессина.
Население составляет 4700 человек, плотность населения составляет 57 чел./км². Занимает площадь 82,89 км². Почтовый индекс — 98046. Телефонный код — 090.
Покровителями коммуны почитаются святая Лючия, празднование 13 декабря, и священномученик Власий Севастийский, празднование 3 февраля.